# Vincent City
Koordinaten: 31° 56′ S, 115° 51′ O

Die City of Vincent ist ein lokales Verwaltungsgebiet (LGA) im australischen Bundesstaat Western Australia. Vincent gehört zur Metropole Perth, der Hauptstadt von Western Australia. Das Gebiet ist zehn Quadratkilometer groß und hat etwa 34.000 Einwohner (2016).
Vincent liegt nördlich des Swan River und grenzt im Südwesten an das Stadtzentrum von Perth. Der Sitz des City Councils befindet sich im Stadtteil Leederville, wo etwa 3100 Einwohner leben (2016).
Bis 2011 hieß die LGA Town of Vincent.

## Verwaltung
Der Vincent Council hat neun Mitglieder, acht Councillor werden von den Bewohnern der zwei Wards (je vier aus North und South Ward) gewählt. Der Mayor (Bürgermeister) und Ratsvorsitzende wird zusätzlich von allen Bewohnern des Towns gewählt.